# Orlando (Oklahoma)
Orlando è un comune degli Stati Uniti d'America, situato nello Stato dell'Oklahoma, diviso tra la contea di Logan e la contea di Payne.